# Liste der Botschafter der Vereinigten Staaten in Bahrain
Die Liste der Botschafter der Vereinigten Staaten in Bahrain bietet einen Überblick über die Leiter der US-amerikanischen diplomatischen Vertretung in Bahrain seit der Aufnahme diplomatischer Beziehungen.

## Botschafter
| Nummer | Name                   | Amtsantritt | Beendigung | Bemerkung         |
| ------ | ---------------------- | ----------- | ---------- | ----------------- |
| 1      | John N. Gatch          | 1971        | 1972       |                   |
| 2      | William Stoltzfus      | 1972        | 1974       |                   |
| 3      | Joseph W. Twinam       | 1974        | 1976       |                   |
| 4      | Wat T. Cluverius IV    | 1976        | 1978       |                   |
| 5      | Robert Pelletreau      | 1979        | 1980       |                   |
| 6      | Peter Adams Sutherland | 1980        | 1983       |                   |
| 7      | Donald C. Leidel       | 1983        | 1986       |                   |
| 8      | Sam H. Zakhem          | 1986        | 1989       |                   |
| 9      | Charles Warren Hostler | 1989        | 1993       |                   |
| 10     | David S. Robins        | 1993        | 1994       | Chargé d’affaires |
| 11     | David M. Ransom        | 1994        | 1997       |                   |
| 12     | Johnny Young           | 1997        | 2001       |                   |
| 13     | Ronald E. Neumann      | 2001        | 2004       |                   |
| 14     | William T. Monroe      | 2004        | 2007       |                   |
| 15     | J. Adam Ereli          | 2007        | 2011       |                   |
| 16     | Thomas C. Krajeski     | 2011        | 2014       |                   |
| 17     | William V. Roebuck     | 2015        | 2017       |                   |
| 18     | Justin Siberell        | 2017        | 2020       |                   |
| 19     | Maggie Nardi           | 2020        | 2022       | Chargé d’affaires |
| 20     | Steven C. Bondy        | 2022        |            |                   |